# Abaíba
Abaíba é um distrito do município de Leopoldina, no estado de Minas Gerais, no Brasil. Dista cerca de 16 quilômetros da sede municipal de Leopoldina e é banhado pelo rio Pirapetinga. Foi fundado com o nome de Santa Isabel, em 21 de novembro de 1890, pelo decreto estadual n° 241. Passou a chamar-se Abaíba em 31 de dezembro de 1943 pelo decreto-lei estadual n° 1 058.

## Etimologia
"Abaíba" é uma palavra proveniente da língua tupi: significa "índios maus, ferozes, sem contato com os brancos", através da junção de abá (índios) e aíba (ruins).